# Cryptoscatomaseter brevicollis
Cryptoscatomaseter brevicollis är en skalbaggsart som beskrevs av Leconte 1878. Cryptoscatomaseter brevicollis ingår i släktet Cryptoscatomaseter och familjen Aphodiidae. Inga underarter finns listade i Catalogue of Life.